# Молчановський Никандр Васильович
Ника́ндр Васи́льович Молчано́вський (1858, с. Лозувата, нині Благовіщенського району Кіровоградської області, Україна — 4 грудня (17 грудня) 1906, Київ) — український історик, учень Володимира Антоновича.

## Біографія
Народився 1858 року в с. Лозувата Балтського повіту Подільської губернії (нині у Благовіщенському районі Кіровоградської області, Україна) в родині сільського священика Василя Лукича Молчановського.
У 1877 році Никандр закінчив Другу Київську чоловічу гімназію і вступив на історико-філологічний факультет Київського університетуСвятого Володимира.
За участь у студентських заворушеннях у березні 1878 року Молчановський «за рішенням університетського Суду виключений з університету з тим, щоб протягом трьох років (з 1878 р.) не було прийнято ні в який навчальний заклад, а по закінченні цього терміну міг вступити в них не інакше як під відповідальність начальства того навчального закладу, який зважився б його прийняти як з дозволу головного управління відомства, до якому навчальний заклад належить. Потім за розпорядженням Київського генерал-губернатора Молчановський був висланий під нагляд поліції в Вятську губернію».
У 1881 році Никандру Васильовичу дозволили продовжити перервану навчання і в 1884 році він закінчив університет зі званням кандидата.
Незважаючи на низку цінних робіт, через неблагонадійність Молчановського не залишили при університеті для підготовки до професорського звання. Після закінчення університету отримав посаду секретаря З'їзду Мирових Суддів Київського судово-мирового округу. У 1890 році призначений на посаду секретаря прокурора Київського окружного суду.
У 1891 році зайняв посаду начальника відділення в канцелярії генерал-губернатора Південно-Західного краю. У 1902 році став керуючим канцелярією генерал-губернатора. У 1904 році отримав чин дійсного статського радника.
Нагороджений орденами Святої Анни 2-го ступеня (1901) та Святого Володимира 4 ступеня (1905), медаллю «В пам'ять царювання Імператора Олександра III».

## Наукова діяльність
Найбільш відомою науковою роботою Н. В. Молчановського, яка була написана ще в студентські роки під керівництвом професора В. Б. Антоновича, є «Очерк известий о Подольской земле до 1434 года». Ця праця була складовою частиною історико-регіонального проекту вивчення минулого України шляхом поземельного дослідження її територій. Не завершивши написання рукопису своєї першої наукової роботи, Н. В. Молчановський взявся за іншу. Здійснювалася вона під керівництвом професора И. В. Лучицького. У новій праці розглядалася цехова система в Пруссії XVIII ст. і її реформування на початку XIX ст. Обґрунтовуючи висунення цього твору на золоту медаль, Лучицький заявив: «Автор не тільки дав повну відповідь на всі питання, включені в тему, але навіть представив в більш докладному викладі, чимось припускала тема. Всі свої висновки він обґрунтував на даних прямих і безпосередніх джерел, ретельно ним вивчених, і в багатьох випадках дав цілком самостійну обробку цього матеріалу». Після закінчення університету завантажений службовими справами Молчановський використовував будь-яку можливість для продовження наукових занять. Лучицький зазначав: «знавець більшої частини європейських мов, він [Молчановський] при першій нагоді вивчає угорську мову і, користуючись відпусткою за кордон, готує роботу з історії Угорщини, настільки тісно пов'язаної з історією України». У 1898 і 1899 рр., за підтримки генерал-губернатора М.I.Драгомирова і за завданням Археографічної комісії, як її дійсний член, він вивчав у Стокгольмському Державному архіві документи, що стосувалися історії Росії та України, насамперед XVI—XVIII ст. Частина з них була опублікувана тільки після його смерті в «Архиве Юго-Западной России».
Молчановський автор праць [Архівовано 26 листопада 2019 у Wayback Machine.]:
«Очерк известий о Подольской земле до 1434 года (Преимущественно по летописям)», 1885;
«Цеховая система в Пруссии XVIII века и реформы цехов при Штейне и Гарденберге (Преимущественно по законодательным источникам)», 1887;
«Бюджеты г. Киева в середине XVIII в.», 1898;
«Бумаги Шведского государственного архива по истории Малороссии (Письмо к ред. журн. Киев. старина)», 1899;
«Несколько данных о смерти и наследстве Мазепы», 1903 та ін.
Молчановський Н. В. активно співпрацював з історичним журналом «Киевская старина», де здійснив 109 публікацій — 30 статей і 79 рецензій, серед яких «Киевское городское управление в 1786 г.» («Киевская старина» за 1889 рік, № 5-7), "Левобережная Украйна в XV—XVII ст. Очерк колонизации. (Перев. с польск.) («Киевская старина» за 1896 рік, № 5-6), «Три письма кошевых к шведским королям» («Киевская старина» за 1899 рік, № 1), "О происхождении слова «кацап» («Киевская старина» за 1901 рік, № 12), «Нефтянная промышленность в Галичине» («Киевская старина» за 1903 рік, № 12) та ін.
Також він зробив кілька перекладів наукових праць з польської та німецької мов, наприклад, «Каро, Эльм Мари (1826—1887). Пессимизм в XIX веке: Леопарди — Шопенгауэр — Гартман: С прил. Беседы о пессимизме, происходившей в Берл. филос. о-ве в окт. 1878 г. Пер. с нем.», 1883.
У 1890 році В.Антонович, П.Голубовський, О.Левицький та М.Стороженко рекомендували прийняти Никандра Васильовича Молчановського в члени Київського товариства імені Нестора-Літописця.
Радянська історіографія класифікувала Молчановського як буржуазно-ліберального історика.